# Ha 139 (航空機)
ブローム・ウント・フォス Ha 139
- 用途：連絡機、偵察機
- 分類：水上機
- 製造者：ブローム・ウント・フォス （ハンブルク）
- 運用者： ドイツ国（ドイツ空軍）
- 初飛行：1936年
- 運用開始：1937年

ブローム・ウント・フォス Ha 139  （Blohm & Voss Ha 139）は第二次世界大戦開戦前にドイツで生産された4発の水上機である。今までに作られた中では最大のフロート付の水上機であり、その巨体にもかかわらず母船からのカタパルト射出が可能であった。第二次世界大戦前にはルフトハンザドイツ航空の長距離郵便機として活躍し、開戦後は軍用に改造され輸送や洋上哨戒に利用された。

## 概要

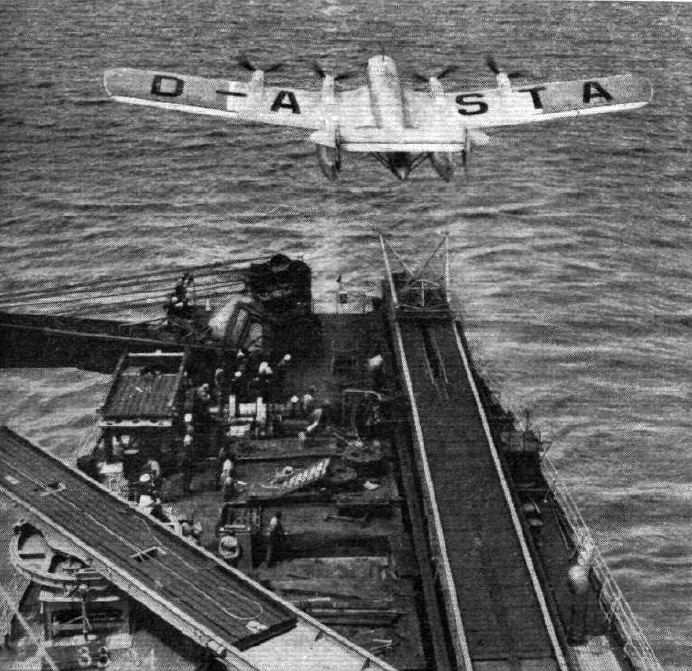
射出中のHa 139

ルフトハンザドイツ航空では、艦船のカタパルトからも発進可能で5,000kmの航続力のある長距離輸送機を1930年代に計画したが、これに基づいてハンブルガー社（後のブローム・ウント・フォス社）が開発した機体がHa139であった。ハンブルガー社では1935年から開発を開始し、試作1号機は1936年に初飛行した。その後完成した試作2号機とともに1937年に試験的なアゾレス諸島とニューヨーク間の運行が行われ、1938年からは機体を大型化した試作3号機が加わり、バザースト、ブラジル間の定期運行が行われた。3機で行われた大西洋横断飛行は100回を数えた。
その後、第二次世界大戦開戦により軍用に転用されることになり、機首を延長して風防付の観測席を設け武装や通信設備を搭載するなどの改修をうけた。軍用型は、ノルウェー方面等への輸送任務や大西洋方面の哨戒任務に従事した。試作3号機は最初から洋上哨戒機として改修を受けていたが、1942年にはさらに電流を流すループを機体の周囲に取り付け機雷の掃海に利用された。
しかし、本機の生産はこれらの試作機3機に留まり、生産型は量産されないまま終わってしまった。そのため、スペアパーツが無くなるとともに活動を停止し、全機がスクラップ処分となった。なお、この機の設計を元に陸上型のBV 142も開発された。

## スペック
- 全長： 20.06 m
- 全幅： 29.49 m
- 全高： 4.80 m
- 全備重量： 19,000 kg
- エンジン： ユンカース Jumo205C 600 hp × 4
- 最大速度： 288 km/h
- 航続距離： 4,948 km
- 武装
  - 7.92 mm機関銃 × 3
- 乗員： 4~5名